# Hanna Malyshchyk
Hanna Malyshchyk (Drahichyn, 4 de febrero de 1994) es una deportista de Bielorrusia que compite en atletismo.
Ganó una medalla de oro en la Copa Europea de Lanzamientos de 2019, en la prueba de martillo. Participó en dos Juegos Olímpicos de Verano, en los años 2016 y 2020, ocupando el séptimo lugar en Río de Janeiro 2016, en la misma prueba.